# Viola montagnei
Viola montagnei Gay – gatunek roślin z rodziny fiołkowatych (Violaceae). Występuje endemicznie naturalnie w środkowym i północnym Chile oraz północno-zachodniej części Argentyny. 

## Morfologia
PokrójBylina tworząca kłącza.
LiścieBlaszka liściowa ma kształt od owalnego do lancetowatego. Mierzy 2–5 mm długości oraz 4–7 mm szerokości, jest niemal całobrzega, ma sercowatą nasadę i nagle zaostrzony wierzchołek. Ogonek liściowy jest nagi i ma 3–10 mm długości. Przylistki są owalnie lancetowate.
KwiatyPojedyncze, wyrastające z kątów pędów. Mają działki kielicha o lancetowatym kształcie. Płatki są odwrotnie jajowate i mają purpurową barwę, dolny płatek jest z żółtymi żyłkami, posiada obłą ostrogę.

## Biologia i ekologia
Rośnie na łąkach, skarpach i terenach skalistych. Występuje na wysokości od 2900 do 4200 m n.p.m.